# (9587) Bonpland
(9587) Bonpland  es un asteroide perteneciente al cinturón de asteroides, descubierto el 16 de octubre de 1990 por Eric Walter Elst desde el Observatorio de La Silla, en Chile.

## Designación y nombre
Bonpland se designó inicialmente como 1990 UG4.
Más adelante fue nombrado en honor al naturalista y botánico francés Aimé Bonpland (1773-1858).

## Características orbitales
Bonpland orbita a una distancia media del Sol de 2,5772 ua, pudiendo acercarse hasta 2,1538 ua y alejarse hasta 3,0007 ua. Tiene una excentricidad de 0,1643 y una inclinación orbital de 13,8011° grados. Emplea en completar una órbita alrededor del Sol 1511 días.

## Características físicas
Su magnitud absoluta es 13,5. Tiene 4,896 km de diámetro. Su albedo se estima en 0,353. El valor de su periodo de rotación es de 2,206 h.